# 强夺波吕克塞娜
强夺波吕克塞娜是皮奥·费迪的一组雕塑，放置在佛罗伦萨领主广场的佣兵凉廊。这组雕塑创作于1855-1865年，经过长时间的研究和绘画（其中许多仍保存在佛罗伦萨和罗马），被认为是艺术家的杰作，也是十九世纪意大利雕塑中最重要的作品之一。
雕塑的主角波吕克塞娜是特洛伊君主普里阿摩斯的小女儿，被阿喀琉斯之子奈奥普托勒姆斯抢走，她的兄弟波利多罗斯为了保护妹妹而被杀，奈奥普托勒姆斯正在举起手臂，准备挥舞剑杀死试图阻止的波吕克塞娜的母亲赫库芭。

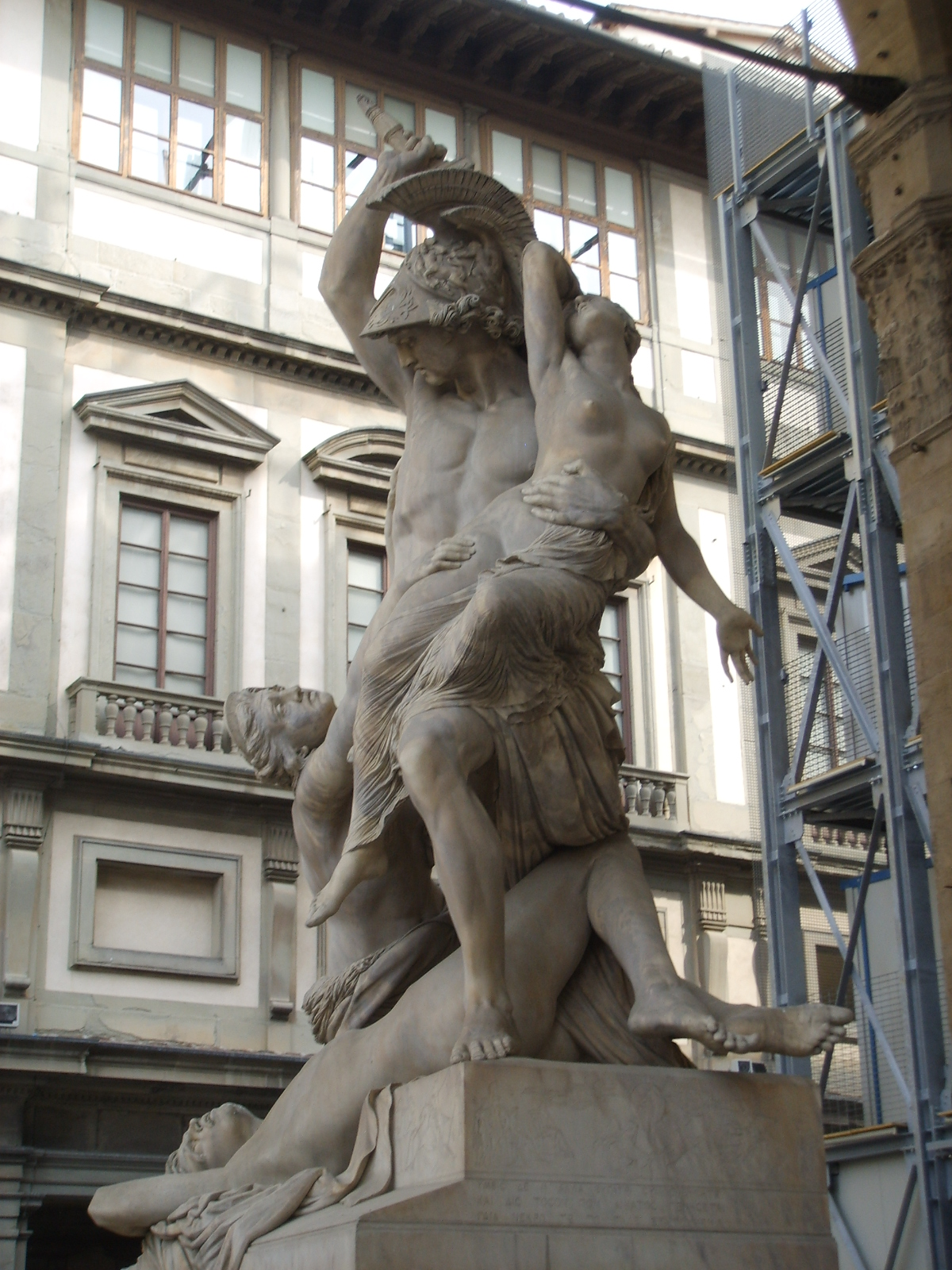
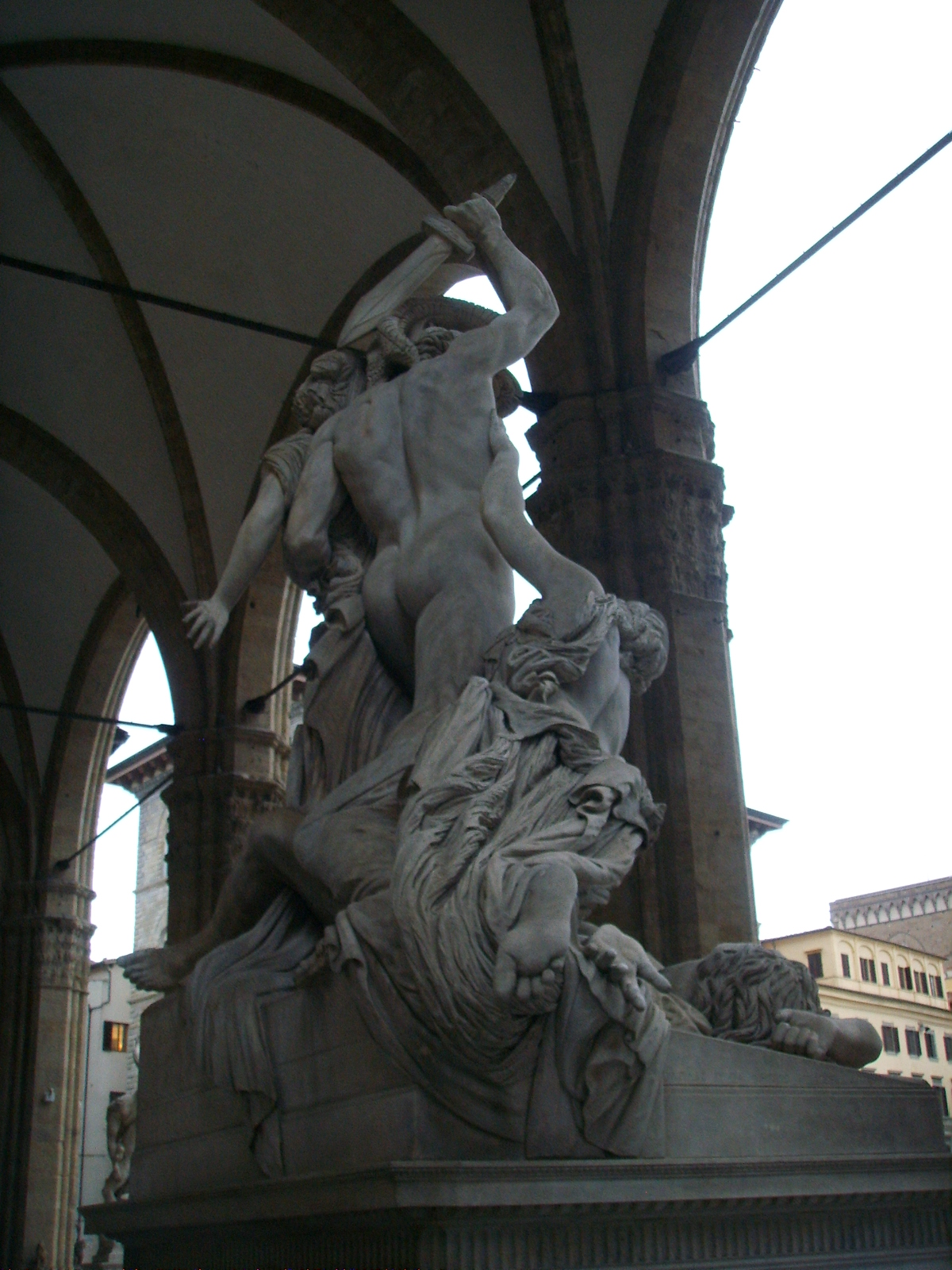
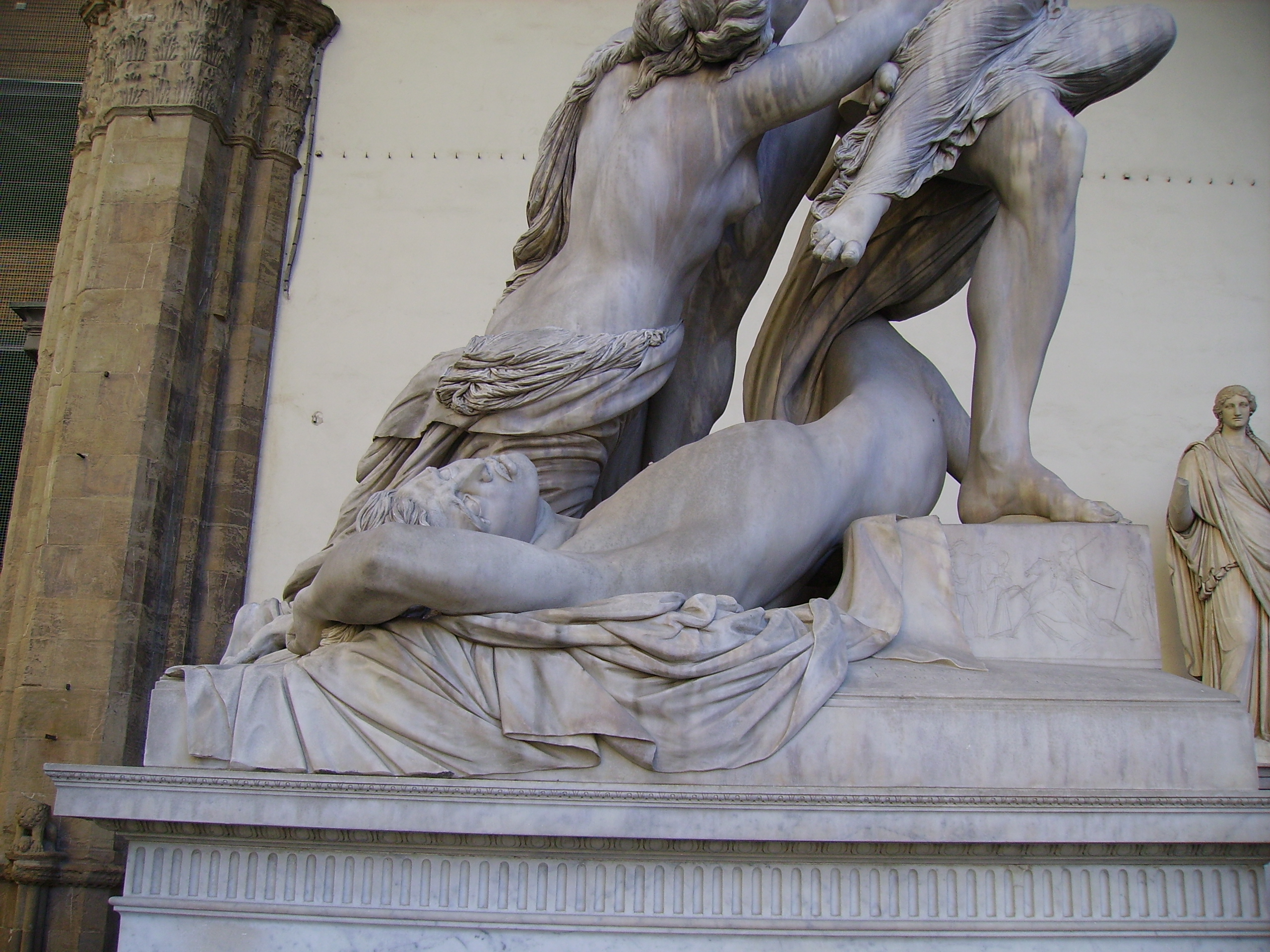
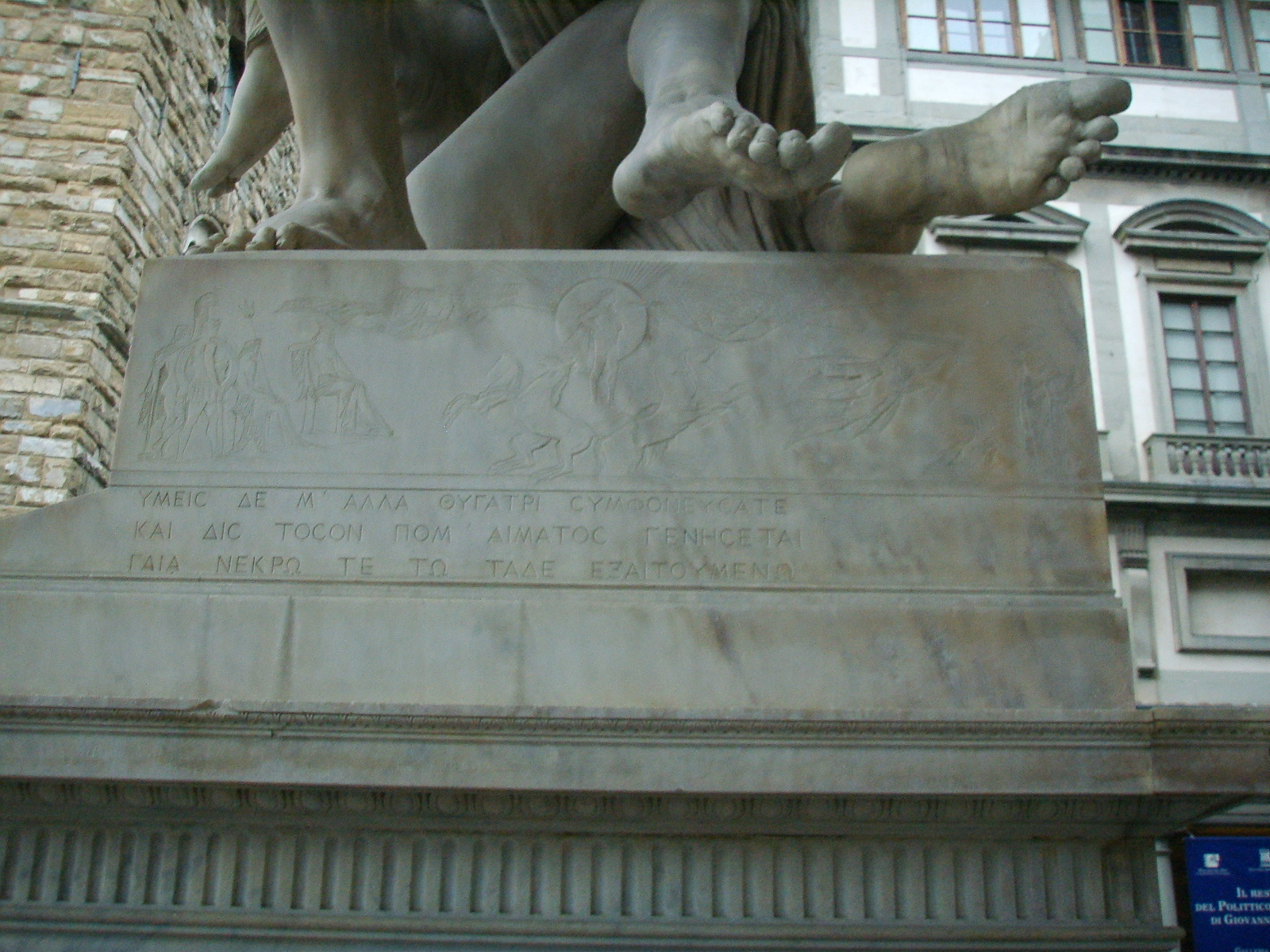
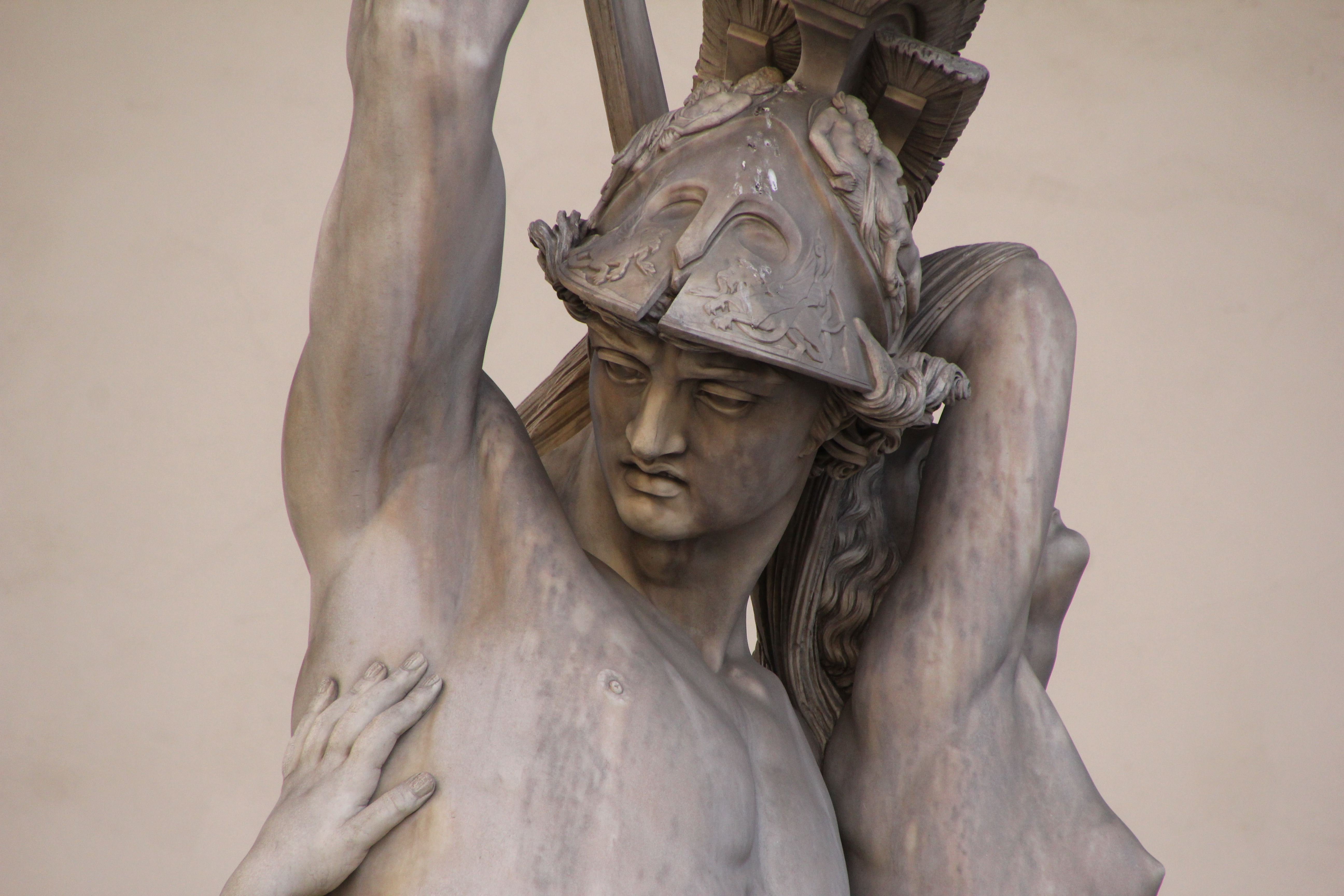
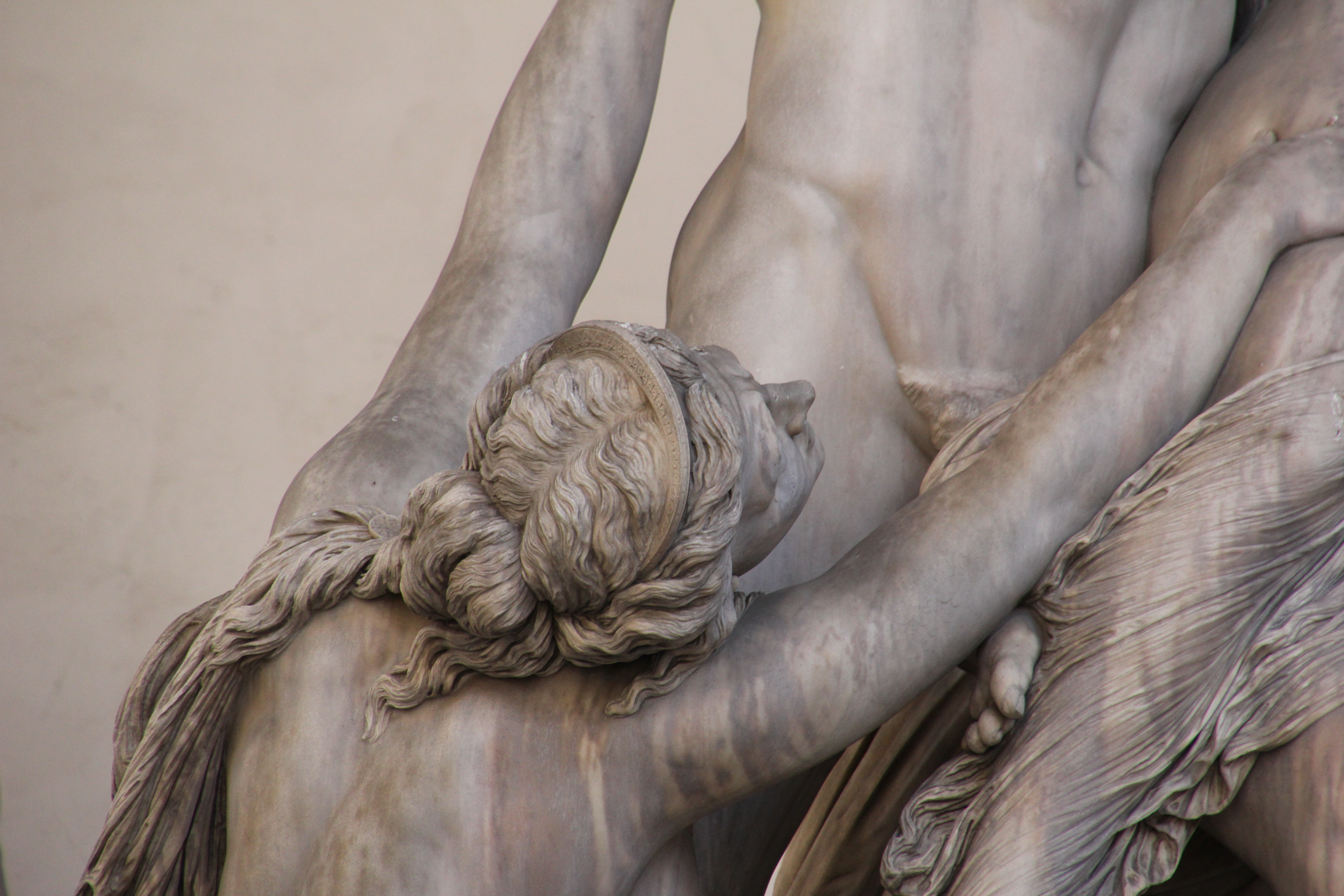